# Charles D. W. Canham

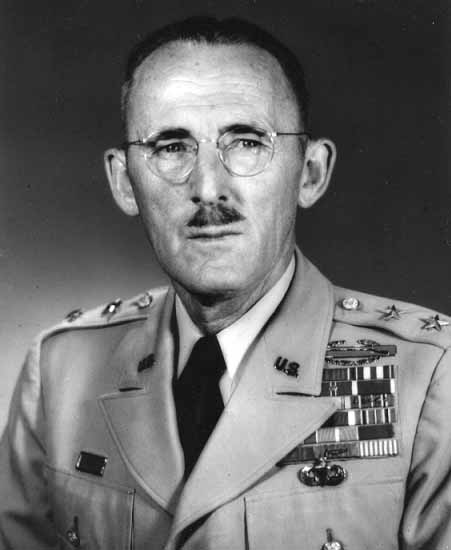
Charles D. W. Canham

Charles Draper William Canham (* 26. Januar 1901 im Covington County, Mississippi; † 21. August 1963 in Washington, D.C.) war ein Generalmajor der United States Army. Er kommandierte unter anderem die 82. US-Luftlandedivision.
Im Mai 1919 trat Charles Canham als einfacher Soldat dem US-Heer bei. Zwei Jahre später wurde er als Feldwebel auf eine Offiziersvorbereitungsschule geschickt, um sich für die Militärakademie zu qualifizieren. Nach bestandener Abschlussprüfung wurde er dort angenommen. In den Jahren 1922 bis 1926 durchlief er dann die United States Military Academy in West Point. Nach seiner Graduation wurde er als Leutnant der Infanterie zugeteilt. In der Armee durchlief er anschließend alle Offiziersränge bis zum Zweisterne-General.
In seinen jüngeren Jahren absolvierte er den für Offiziere in den niederen Rangstufen üblichen Dienst in verschiedenen Einheiten und Standorten. Dabei war er unter anderem auf den Philippinen und in China eingesetzt. Dort erwarb er sich den Ruf eines Offiziers der sehr auf Disziplin und Gehorsam Wert legte. Nach dem amerikanischen Eintritt in den Zweiten Weltkrieg erhielt Canham im Jahr 1942 das Kommando über das 116. Infanterieregiment. Mit dieser Einheit wurde er etwas später nach England verlegt. Im Jahr 1944 nahm er mit seiner Einheit an der Landung der Alliierten in der Normandie teil. Dabei trieb er seine Soldaten überdurchschnittlich an und wurde selbst verwundet. Einer seiner Soldaten gab später an mehr vor Canham Angst gehabt zu haben als vor den Deutschen. Canham behielt sein Kommando beim 116. Infanterieregiment bis zum 26. Juli 1944. Anschließend wurde er unter Beförderung zum Brigadegeneral zur 8. Infanteriedivision versetzt. Dort war er als Stabsoffizier (Assistant Commanding General) tätig. Seine Division nahm ebenfalls in Frankreich am Krieg teil und drang nach Deutschland vor. Unter anderem war sie an der Schlacht im Hürtgenwald und an der Einschließung des Ruhrkessels sowie an der Befreiung des KZ Wöbbelin beteiligt. Canham behielt seinen Posten bei der 8. Infanteriedivision bis zum März 1946.
Zwischen 1946 und 1949 war Canham stellvertretender Kommandeur der 82. Luftlandedivision. Von 1949 bis 1951 kommandierte er den amerikanischen Verschickungshafen in Bremerhaven. Es folgten einige Monate als Stabsoffizier beim US European Command, ehe er am 1. Februar 1952 das Kommando über die 82. Luftlandedivision erhielt, das er bis zum 19. September des gleichen Jahres behielt. Als Nächstes wurde er stellvertretender Kommandeur der 3. US-Armee. Von November 1953 bis November 1954 kommandierte er die 3. Infanteriedivision, die im Koreakrieg eingesetzt war.
Charles Canham wurde nach seiner Zeit als Kommandeur der 3. Infanteriedivision stellvertretender Kommandeur des IX. Corps und dann von 1958 bis 1961 Kommandeur des XI. Corps. Anschließend trat er in den Ruhestand. Er starb nur wenig später, am 21. August 1963 in einem Krankenhaus in der Bundeshauptstadt Washington und wurde auf dem Nationalfriedhof Arlington beigesetzt.

## Orden und Auszeichnungen
Charles Canham erhielt im Lauf seiner militärischen Laufbahn unter anderem folgende Auszeichnungen:
- Distinguished Service Cross
- Silver Star
- Distinguished Flying Cross
- Bronze Star Medal
- Purple Heart
- Combat Infantryman Badge